# Антонов, Михаил Фёдорович
Михаи́л Фёдорович Анто́нов (род. 16 декабря 1927, Тульская область) — советский учёный, историк и обществовед, диссидент, публицист.
Член Союза писателей СССР (и России). Кандидат технических наук, старший научный сотрудник.
«Старейшим публицистом-традиционалистом» характеризовал М.Ф. Антонова старший научный сотрудник Библиотеки РАН М.П. Лепехин (в 2023). А «известным российским верующим писателем и современным православоведом» называл Геннадий Иванович Старченков.
Председатель Союза духовного возрождения Отечества.

## Биография
Окончил Московский институт инженеров железнодорожного транспорта. В 1955 году устроился на работу в Институт комплексных транспортных проблем АН СССР, где познакомился с капитаном 2-го ранга в отставке, бывшим заместителем начальника тыла Тихоокеанского флота А. А. Фетисовым. Был одним из руководителей «Рабочей группы теории систем» М. Антонова — Г. Щедровицкого, действовавшей в составе Секции теории и организации систем (В. П. Боголепов) Научного совета по комплексной проблеме «Кибернетика» при Президиуме АН СССР.
После чтения Антоновым на Конференции молодых учёных в 1963 году доклада «Гальванизация трупа логического позитивизма» произошло его размежевание с Г. Щедровицким. Антонов вошёл в полуподпольное «Общество изучения теории систем» (А. А. Фетисов, А. А. Мазаев, В. А. Персианов, О. И. Журин, М. Турари, О. Г. Смирнов, В. А. Виноградов, М. Гребенков, В. Г. Быков, Э. Путинцев, Э. П. Данилова, А. А. Малиновский и др.).
Был арестован в мае 1968 года по делу «группы Фетисова — Антонова» в связи с распространением листовок, признан невменяемым и направлен в Ленинградскую специальную психиатрическую больницу. Освобождён в мае 1971 года.
С 1977 года работал в Институте мировой экономики и международных отношений АН СССР: старший исследователь, ведущий исследователь, заведующий сектором. В 80-е годы ведущий публицист журналов «Наш современник» и «Москва», автор журнала «Молодая гвардия».
С 1987 года на пенсии. Живёт в Москве.
С 2008 года — член экспертного совета и постоянный автор международного аналитического журнала «Геополитика». Публиковался в журнале «Вече».
Семья, два сына. Исследователь творчества экономиста Юлия Галактионовича Жуковского (1833-1907).
Генерал-лейтенант технических войск, доктор военных наук И. В. Ковалев выражал благодарность М. Ф. Антонову за помощь в подготовке труда «Транспорт в Великой Отечественной войне (1941–1945 гг.)» (М.: Наука, 1981).

### Список произведений
- Капитализму в России не бывать! — М.: Яуза, Эксмо, 2005. — 672 с. — (Русский реванш). — 3000 экз. — ISBN 5-699-11645-1.
- От лжекапитализма к тоталитаризму! Мир в XXI веке и судьбы России. — М.: Альта-Принт, 2008. — 592 с. — 1000 экз. — ISBN 978-5-98628-110-0.
- Провидец Энгельгардт (2019)